# Кобург (Айова)
Кобург (англ. Coburg) — місто (англ. city) в США, в окрузі Монтгомері штату Айова. Населення — 26 осіб (2020).

## Географія
Кобург розташований за координатами 40°55′8″ пн. ш. 95°15′56″ зх. д. / 40.91889° пн. ш. 95.26556° зх. д. (40.918789, -95.265552).  За даними Бюро перепису населення США в 2010 році місто мало площу 0,75 км², уся площа — суходіл.

## Демографія
Згідно з переписом 2010 року, у місті мешкали 42 особи в 13 домогосподарствах у складі 12 родин. Густота населення становила 56 осіб/км².  Було 13 помешкання (17/км²).
Расовий склад населення:
| - 95,2 % — білих |

До двох чи більше рас належало 4,8 %. Частка іспаномовних становила 0,0 % від усіх жителів.
За віковим діапазоном населення розподілялося таким чином: 31,0 % — особи молодші 18 років, 61,9 % — особи у віці 18—64 років, 7,1 % — особи у віці 65 років та старші. Медіана віку мешканця становила 30,0 року. На 100 осіб жіночої статі у місті припадало 121,1 чоловіків;  на 100 жінок у віці від 18 років та старших — 123,1 чоловіків також старших 18 років.
Середній дохід на одне домашнє господарство  становив 46 959 доларів США (медіана — 43 125), а середній дохід на одну сім'ю — 39 785 доларів (медіана — 35 625). За межею бідності перебувало 2,1 % осіб, у тому числі 0,0 % дітей у віці до 18 років та 0,0 % осіб у віці 65 років та старших.
Цивільне працевлаштоване населення становило 17 осіб. Основні галузі зайнятості: будівництво — 29,4 %, публічна адміністрація — 17,6 %, інформація — 17,6 %.